# الإمبراطور أن من هان
الإمبراطور أن 94م-106م سادس أباطرة هان الشرقية وابن الأمير ليو تشينغ وحفيد الإمبراطور تشانغ ثالث أباطرة هان الشرقية.

## الميلاد
ولد الإمبراطور أن باسم ليو هو في عام 94 ب.م من والده الأمير ليو تشينغ ومن والدته السيدة شينغ هي كان أبوه ليو تشينغ الأخ الأكبر للإمبراطور هي وكان في يوم من الأيام وليا للعهد تحت حكم والدهم الإمبراطور تشانغ حتى كادت زوجة الآمبراطور تشانغ الإمبراطورة هو له بعد وفاة والدته سونغ لكنه بقى وفيا لإخيه ومحبا له وحاز على ثقة أخيه الإمبراطور هي حتى أنه شارك في انقلاب الإمبراطور ضد الأخ دومين المستبد سنة 92م

## بداية حياته
عندما كانتا صغيرتان تمت مصادرة زو زياو وجين تاو ليخدموا عند البلاط الحكومي لهان وتم إعدام زو شينغ والد زو زياو وعندما كبرت طلب الإمير ليو تشينغ والد ليو هو الزواج بها فكافأه الإمبراطور هي بها وعندما توفيت سنة 106 تزوج ليو شينغ من جين تاو

## وفاة الإمبراطور هي
عندما توفي الإمبراطور هي سنة 106 ب.م تولى إبنه الرضيع الإمبراطور شانغ عرش هان وظل معظم أشقاء الإمبراطور هو أمراء في القصر بما في ذلك ليو تشينغ وإبنه ليو هو
وكنوع من الاحتراز أحتجزت الإمبراطورة دينغ زوجة الإمبراطور هي بزوجته وإبنه البالغ من العمر 12 عام عندما توفي الإمبراطور شانغ الرضيع لاحقا من نفس السنة أراد الوزراء تنصيب شقيق الإمبراطور هي ليو تشينغ كإمبراطور لكن الإمبراطورة الأرملة دينغ عارضت بشدة وإقترحت تنصيب إبنه ليو هو بدلا من هذا وعرف بالإمبراطور أن

## عهده المبكر
بعد صعوده على العرش بدى أن الإمبراطور سلطة أسمية فقط وأصبحت السلطة الفعلية في يد الإمبراطورة دينغ وأرسلت زوجته وإبنه للإقامة في هيبي بحيث لايكون له أي تاثير في إدارة البلاد
كانت الإمبراطورة دينغ قادرة على حكم البلاد في حين أن البلاد كانت تعج بالثوراث والمشاكل ومن أهمها ثورة قومية شيانغ غرب سيتشوان في أقصى جنوب غرب البلاد وثورة قبائل شيونغنو شمال سور الصين العظيم ولكنها قامت بعدة إصلاحات في القوانين لكن الإمبراطور تحالف مع خصيان القصر بقيادة جيانغ جي والممرضة وانغ شنغ وتزوج الإمبراطور أن برفيقته يان جي في عام 115م وجعلها إمبراطورة على الرغم من أنها سممت محظيته لي التي أنجبت له ليو باو..(الإمبراطور شون) لاحقا
وأثناء فترة حياة الإمبراطورة الارملة دينغ لم يستطع الإمبراطور ولا حتى زوجته وإبنه الوقوف في وجهها وعندما كانت قلقة من أن الإمبراطور أن قد إنصرف عن دراسته إلى الشرب والنساء فكرت في إستبداله بإبن عمه ليو يي لكنها لم تفعل شيئا.

## العهد المتأخر
توفيت الإمبراطورة دينغ عام 121 في سن السابعة والعشرين وسيطر الإمبراطور أن أخيرا على السلطة بدأ عهده بتكريم والده ليو تشينغ كإمبراطور زياو دي ووالدته كإمبراطورة وجدته سونغ إمبراطورة جينجن
واصل الإمبراطور سياسات الإمبراطورة دينغ وترك أعضاء عشيرة دينغ في السلطة ومع هذا كان حلفاؤه جيانغ جينغ ووانغ والإمبراطورة يان مستعدين للتصرف وفي سنة 125 أقنعوا الإمبراطور بخلع عشيرة دينغ من مواقعهم وإنتحر الكثير منهم وأصبحت عشيرة يان بقيادة أشقاء زوجة الإمبراطور الإمبراطورة يان جي بالإضافة للخصيان أقوياء وكذلك وانغ وإبنتها بو رونغ فاسدة جدا حتى إن الإمبراطور أن أصبح يتجاهل نصائح الوزراء الرئيسين وتم إقالة يانغ تشين من قيادة القوات المسلحة سنة 124 وإنتحر محتجا
كان العمل القوي الوحيد له هو الحد من هجمات شيونغنو وأعاد سيطرة وهيمنة هان الشرقية على البلدان المجاورة.
في سنة 124 قاموا بإتهام إبنه ليو باو زورا لكنهم أعدموا وحزن الأمير باو كثيرا ودخلت زوجة أبيه في مؤامرة لإزاحته عن ولاية العهد ونجحت في هذا.

## وفاته
في سنة 125 توفي الإمبراطور أن عن عمر ناهز 31 سنة خلال رحلة إلى نانيانغ عندما شعر فجأة بالمرض وقرر العودة إلى العاصمة الإمبراطورية في مدينة لويانغ وبعد وفاته لم تسمح زوجته الإمبراطورة يان جي لإبنه ليو باو بحضور جنازة والده بل عزلته عن ولاية العهد ونصبت ابن عم أبيه الطفل ليو يي حفيد الإمبراطور تشانغ العظيم وكان أصغر من الأمير ليو باو الذي كان يبلغ 12 سنة فقط وفي وقت لاحق بعد أن تحالف ليو باو مع الخصيان بقيادة سون تشينغ تخلصوا من سلطة الإمبراطورة يان جي وأشقائها وتم تنصيب ليو باو إمبراطور أخيرا عرف بالإمبراطور شون.